# Tratado Italia-Corea de 1884
El Tratado Italia-Corea de 1884 fue negociado entre representantes de Italia y Corea.

## Antecedentes
En 1876, Corea estableció un tratado comercial con Japón después de que barcos japoneses se acercaran a Ganghwado y amenazaran con disparar contra la capital coreana. Las negociaciones del tratado con varios países occidentales fueron posibles gracias a la finalización de esta propuesta inicial japonesa.
En 1882, los estadounidenses celebraron un tratado y establecieron relaciones diplomáticas, que sirvió como modelo para las negociaciones posteriores con otras potencias occidentales.

## Disposiciones del tratado
Los italianos y coreanos negociaron y aprobaron un tratado de varios artículos con disposiciones similares a otras naciones occidentales.
Los ministros de Italia a Corea podrían haber sido nombrados de conformidad con este tratado; pero estos deberes fueron realizados por cónsules generales en Shanghái, China.
El tratado permaneció en vigor incluso después de que  se estableció el protectorado en 1905.